# Station Gimont-Cahuzac
Station Gimont-Cahuzac is een spoorwegstation in de Franse gemeente Gimont.